# Bučina (Duppauer Gebirge)

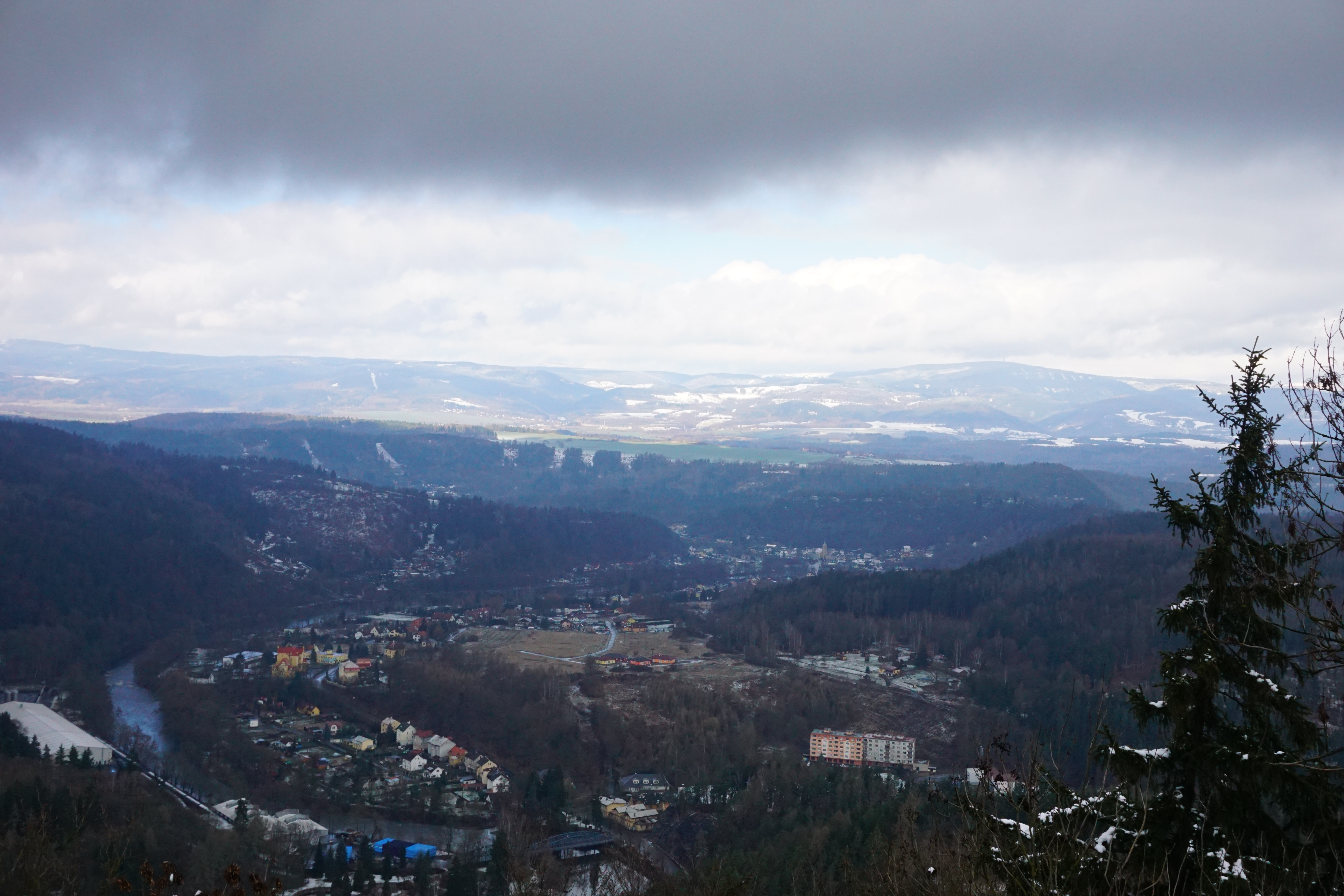
Blick über Kyselka und Radošov zum Klínovec

Die Bučina (deutsch Buchkoppe, auch Weberhöhe) ist ein weitgehend bewaldeter Berg im westlichen Teil des Duppauer Gebirges in Tschechien. Er liegt auf dem Gebiet der Gemeinde Doupovské Hradiště im Okres Karlovy Vary. Auf seinem Gipfel befindet sich ein steinerner Aussichtsturm.

## Geographie
Die Bučina fällt nach Westen und Norden steil zum Tal der Eger und ihres Zuflusses Lomnice ab. Nordwestlich erhebt sich auf der gegenüberliegenden Talseite der Studený vrch (569 m n. m.). Gegen Südosten schließt sich eine Hochfläche bis zum Na Klobouku (604 m n. m.) an.
Umliegende Ortschaften sind Kyselka im Norden und Nordwesten mit den Ortsteilen Kyselka und Nová Kyselka,  Dolní Lomnice im Nordosten, Svatobor im Südosten und Dubina im Südwesten.  
Von der Otto-Quelle in Kyselka führt ein markierter Aufstieg von anderthalb Kilometern Länge auf den Gipfel. Davon zweigt ein am Hang des Egertales nach Dubina verlaufender Wanderweg ab, der Teil des Naturlehrpfads Andělská Hora–Kyselka ist. Ein weiterer Wanderweg verläuft von der Bučina um den Na Klobouku zur Hochstetterhöhe, wo ein Abstecher zur Zwerglöcherwand am Schwedelberg führt, und endet ebenfalls in Dubina.

## Geschichte
An den nördlichen Hängen der Buchkoppe wurden der zweiten Hälfte des 19. Jahrhunderts ausgedehnte Promenaden durch den Buchenwald angelegt. An den Wegen entstanden Pavillons, Ruheplätze und Aussichtspunkte für die Gäste des Kurortes Sauerbrunn.
Um 1880 ließ Heinrich Mattoni auf der über dem Kurort gelegenen Buchkoppe einen steinernen Aussichtsturm errichten.
Durch die Errichtung des Truppenübungsplatzes Hradiště wurde der Berg in den 1950er Jahren unzugänglich. Nachdem der in der Randzone des Militärgebiets gelegene Aussichtsberg in den 1990er Jahren wieder für die Öffentlichkeit freigegeben worden war, wurde er nur wenig von Touristen aufgesucht, da der Aufstieg wegen umgestürzter Bäume und des verwachsenen Weges beschwerlich war; zudem verhinderten Bäume eine Aussicht. Im Jahre 2003 ließ die Gemeinde Kyselka den baufälligen und zugewachsenen Turm instand setzen und die Aussichtsplattform überdachen, die Aussicht wieder freischlagen und den Aufstieg wiederherstellen. Seit der Verkleinerung des Truppenübungsplatzes im Jahre 2015 gehört der Berg zum Gemeindegebiet von Doupovské Hradiště.

## Aussichtsturm
Der runde Turm befindet sich nordwestlich unterhalb des Gipfels und hat eine Höhe von 13 Metern. Auf die in 10 m Höhe befindliche überdachte Aussichtsplattform führen 62 Stufen. Der Turmfuß befindet sich ca. 220 m über dem Wasserspiegel der Eger.
Die Aussicht reicht über das Egertal mit den Orten Kyselka und Karlsbad mit den Aussichtstürmen Doubská hora und Diana bis zum Klínovec im Erzgebirge. Nach Süden und Osten verhindern die Bäume einen Ausblick.